# Liste der Baudenkmäler in Rimbach (Landkreis Rottal-Inn)
Auf dieser Seite sind die Baudenkmäler in der niederbayerischen Gemeinde Rimbach zusammengestellt. Diese Tabelle ist eine Teilliste der Liste der Baudenkmäler in Bayern. Grundlage ist die Bayerische Denkmalliste, die auf Basis des Bayerischen Denkmalschutzgesetzes vom 1. Oktober 1973 erstmals erstellt wurde und seither durch das Bayerische Landesamt für Denkmalpflege geführt wird. Die folgenden Angaben ersetzen nicht die rechtsverbindliche Auskunft der Denkmalschutzbehörde.

## Baudenkmäler nach Ortsteilen

### Rimbach
| Lage                                 | Objekt                                  | Beschreibung | Akten-Nr.    | Bild                              |
| ------------------------------------ | --------------------------------------- | --- | ------------ | --------------------------------- |
| Nähe Rimbach; Wagnerweg 1 (Standort) | Hofkapelle                              | kleiner Satteldachbau, Mitte 19. Jahrhundert; am nördlichen Ortsrand.                                                                        | D-2-77-141-6 | Hofkapelle                        |
| Reicheneibacher Straße 11 (Standort) | Querstockhaus eines Vierseithofes       | zweigeschossiger Massivbau mit flach geneigtem Satteldach, Kniestock und verschaltem Giebel, Traufschrot und Eselsbretten, erbaut wohl 1844. | D-2-77-141-4 | Querstockhaus eines Vierseithofes |
| Taufkirchener Straße 4 (Standort)    | Katholische Filialkirche St. Laurentius | im Kern frühgotischer Saalbau, im 18. Jahrhundert barockisiert; mit Ausstattung.                                                             | D-2-77-141-2 | weitere Bilder                    |
| Taufkirchener Straße 7 (Standort)    | Kleinbauernhaus                         | Mitterstallbau, Wohnteil als offener, zweigeschossiger Blockbau mit Traufschrot, spätes 18. Jahrhundert, Dach später.                        | D-2-77-141-5 | Kleinbauernhaus                   |

### Aichet
| Lage                | Objekt                            | Beschreibung | Akten-Nr.    | Bild                              |
| ------------------- | --------------------------------- | --- | ------------ | --------------------------------- |
| Aichet 7 (Standort) | Querstockhaus eines Dreiseithofes | zweigeschossiger Bau mit offenem Blockbau-Obergeschoss und flach geneigtem Satteldach, erstes Drittel 19. Jahrhundert | D-2-77-141-7 | Querstockhaus eines Dreiseithofes |

### Dietring
| Lage                      | Objekt                                  | Beschreibung | Akten-Nr.     | Bild                              |
| ------------------------- | --------------------------------------- | --- | ------------- | --------------------------------- |
| Eichenweg 1 (Standort)    | Katholische Filialkirche Mariä Opferung | spätgotische Saalkirche, mittleres 15. Jahrhundert; mit Ausstattung                                                                    | D-2-77-141-8  | weitere Bilder                    |
| Gmoastraße 9 (Standort)   | Kleinbauernhaus                         | zweigeschossiger Blockbau mit flach geneigtem Satteldach, Giebel- und Traufschrot, zum Teil verbrettert, zweite Hälfte 18. Jahrhundert | D-2-77-141-9  | Kleinbauernhaus                   |
| Nähe Kr PAN 32 (Standort) | Kleine Wegkapelle mit Traufgesims       | erstes Drittel 19. Jahrhundert | D-2-77-141-10 | Kleine Wegkapelle mit Traufgesims |

### Döding
| Lage                   | Objekt                                       | Beschreibung | Akten-Nr.     | Bild                                         |
| ---------------------- | -------------------------------------------- | --- | ------------- | -------------------------------------------- |
| Döding 1 (Standort)    | Wohnhaus eines ehemaligen Vierseithofs       | zweigeschossiger, an den Traufseiten verbretterter Obergeschoss-Blockbau, mit Schrot, massive Vorschussgiebelmauer im Osten, um 1830 | D-2-77-141-11 | Wohnhaus eines ehemaligen Vierseithofs       |
| Döding 2 (Standort)    | Wohnhaus eines Vierseithofes                 | zweigeschossiger, verbretterter Obergeschoss-Blockbau mit massiven Giebelseiten und Traufschrot, erste Hälfte 19. Jahrhundert        | D-2-77-141-12 | Wohnhaus eines Vierseithofes                 |
| Döding 3 (Standort)    | Ehemaliges Wohnstallhaus eines Dreiseithofes | zweigeschossig, mit verbrettertem Blockbau-Obergeschoss und Schrot, 1. Drittel 19. Jahrhundert                                       | D-2-77-141-13 | Ehemaliges Wohnstallhaus eines Dreiseithofes |
| Nähe Döding (Standort) | Feldkreuz                                    | Anfang 20. Jahrhundert; östlich unter einem Baum.                                                                                    | D-2-77-141-15 | Feldkreuz                                    |

### Heckenwies
| Lage                    | Objekt              | Beschreibung                                      | Akten-Nr.     | Bild                |
| ----------------------- | ------------------- | ------------------------------------------------- | ------------- | ------------------- |
| Heckenwies 1 (Standort) | Ständerbohlenstadel | mit gemauerten Giebelseiten, Ende 18. Jahrhundert | D-2-77-141-16 | Ständerbohlenstadel |

### Kimperting
| Lage                    | Objekt  | Beschreibung                                                               | Akten-Nr.     | Bild           |
| ----------------------- | ------- | -------------------------------------------------------------------------- | ------------- | -------------- |
| Kimperting 1 (Standort) | Kapelle | kleiner Satteldachbau, bezeichnet 1830 und 1987; am östlichen Ortsausgang. | D-2-77-141-19 | weitere Bilder |

### Mitterrohrbach
| Lage                             | Objekt        | Beschreibung | Akten-Nr.     | Bild          |
| -------------------------------- | ------------- | --- | ------------- | ------------- |
| Rattenbacher Straße 4 (Standort) | Wohnstallhaus | zweigeschossig, mit verbrettertem Blockbau-Obergeschoss, Traufschrot und flach geneigtem Satteldach, Ende 19. Jahrhundert | D-2-77-141-20 | Wohnstallhaus |

### Oberrohrbach
| Lage                      | Objekt                | Beschreibung | Akten-Nr.     | Bild                  |
| ------------------------- | --------------------- | --- | ------------- | --------------------- |
| Oberrohrbach 2 (Standort) | Lourdeskapelle        | erbaut 1910 | D-2-77-141-27 | Lourdeskapelle        |
| Oberrohrbach 3 (Standort) | Hakenhof              | zweigeschossiges Bauernhaus mit Blockbau-Obergeschoss, Giebel- und Traufschrot, im Kern 2. Hälfte 18. Jahrhundert; im Garten Backofen, wohl Anfang 20. Jahrhundert | D-2-77-141-25 | Hakenhof              |
| Oberrohrbach 3 (Standort) | Backofen zum Hakenhof | Backofen im Garten, wohl Anfang 20. Jahrhundert | D-2-77-141-25 | Backofen zum Hakenhof |

### Rattenbach
| Lage                                  | Objekt                                  | Beschreibung | Akten-Nr.     | Bild                              |
| ------------------------------------- | --------------------------------------- | --- | ------------- | --------------------------------- |
| Diepoltskirchener Straße 5 (Standort) | Kleinbauernhaus                         | langgestreckter Traufseitbau mit offenem Blockbau-Obergeschoss und flach geneigtem Satteldach, ehemaliger Wirtschaftsteil verschalt, 2. Viertel 19. Jahrhundert                                 | D-2-77-141-29 | Kleinbauernhaus                   |
| Diepoltskirchener Straße 6 (Standort) | Ehemaliges Rottaler Wohnstallhaus       | zweigeschossiger Blockbau mit flach geneigtem Satteldach, Giebel- und Hochbodenschrot, um 1800, Teilausmauerung im Erdgeschoss erneuert; 1997 hierher versetzt aus Gerlstetten, Markt Arnstorf. | D-2-77-141-37 | Ehemaliges Rottaler Wohnstallhaus |
| Kirchplatz 2 (Standort)               | Katholische Filialkirche St. Margaretha | Saalkirche, Turm mit Staffelgiebel, Chor 2. Hälfte 15. Jahrhundert, Langhaus um 1890; mit Ausstattung.                                                                                          | D-2-77-141-28 | weitere Bilder                    |
| Rohrbacher Straße 10 (Standort)       | Querstockhaus                           | mit angebautem Tennenteil und Ständerbohlenwand, zweigeschossig mit offenem Blockbau-Obergeschoss, Anfang 19. Jahrhundert, Dach später.                                                         | D-2-77-141-30 | weitere Bilder                    |
| Sallacher Straße 1 (Standort)         | Ehemaliges Bauernhaus                   | zweigeschossiger Bau mit Blockbau-Obergeschoss und giebelseitigem Bretterschrot, 19. Jahrhundert                                                                                                | D-2-77-141-31 | Ehemaliges Bauernhaus             |

### Sallach
| Lage                      | Objekt                              | Beschreibung | Akten-Nr.     | Bild           |
| ------------------------- | ----------------------------------- | --- | ------------- | -------------- |
| Ulrichstraße 1 (Standort) | Katholische Filialkirche St. Ulrich | ehemalige Schlosskapelle, Saalbau mit spätgotischen Chor, umgebaut um 1600, im Inneren bezeichnet 1605 und 1610, Langhaus mittelalterlich, Erweiterung 1624; mit Ausstattung. | D-2-77-141-32 | weitere Bilder |

### Unterellbach
| Lage                      | Objekt        | Beschreibung | Akten-Nr.     | Bild           |
| ------------------------- | ------------- | --- | ------------- | -------------- |
| Unterellbach 2 (Standort) | Wohnstallhaus | zweigeschossiger Bau mit offenem Blockbau-Obergeschoss, Traufschrot, flach geneigtem Satteldach und Eselsbretten, Anfang 19. Jahrhundert | D-2-77-141-34 | weitere Bilder |

### Unterrohrbach
| Lage                                                  | Objekt                   | Beschreibung | Akten-Nr.     | Bild           |
| ----------------------------------------------------- | ------------------------ | --- | ------------- | -------------- |
| Bieberstraße 4 (Standort)                             | Gasthaus                 | stattlicher zweigeschossiger Massivbau, mit Trauf- und Gurtgesims, Walmdach, gegen 1900. | D-2-77-141-36 | Gasthaus       |
| Dorfstraße 6; Bieberstraße 3; Dorfstraße 4 (Standort) | Katholische Filialkirche | St. Johannes d. T., Saalbau, Chor und Turm spätgotisch, 15. Jahrhundert, neugotisches Langhaus, bezeichnet 1882; mit Ausstattung; Friedhofsmauer mit Eingangspfeilern, wohl 18. Jahrhundert | D-2-77-141-35 | weitere Bilder |

## Ehemalige Baudenkmäler
In diesem Abschnitt sind Objekte aufgeführt, die früher einmal in der Denkmalliste eingetragen waren, jetzt aber nicht mehr. Objekte, die in anderem Zusammenhang also z. B. als Teil eines Baudenkmals weiter eingetragen sind, sollen hier nicht aufgeführt werden. Aktennummern in diesem Abschnitt sind ehemalige, jetzt nicht mehr gültige Aktennummern.

| Lage                                            | Objekt   | Beschreibung                                                                                                  | Akten-Nr.     | Bild |
| ----------------------------------------------- | -------- | --- | ------------- | ---- |
| Mitterrohrbach Rattenbacher Straße 6 (Standort) | Hakenhof | zweigeschossig mit Satteldach, verbrettertes Blockbau-Obergeschoss mit Traufschrot, 2. Hälfte 19. Jahrhundert | D-2-77-141-21 | BW   |
| Mitterrohrbach Rattenbacher Straße 9 (Standort) | Hakenhof | zweigeschossig mit Satteldach, verbrettertes Blockbau-Obergeschoss mit Traufschrot, Ende 19. Jahrhundert      | D-2-77-141-23 | BW   |

## Abgegangene Baudenkmäler
In diesem Abschnitt sind Objekte aufgeführt, die früher einmal in der Denkmalliste eingetragen waren, jetzt aber nicht mehr existieren, z. B. weil sie abgebrochen wurden. Aktennummern in diesem Abschnitt sind ehemalige, jetzt nicht mehr gültige Aktennummern.

| Lage                                  | Objekt                                                  | Beschreibung | Akten-Nr.     | Bild |
| ------------------------------------- | ------------------------------------------------------- | --- | ------------- | ---- |
| Oberellbach Oberellbach 10 (Standort) | Querstockhaus eines Vierseithofes                       | zweigeschossig, mit Strebepfeilern, Traufschrot und verbrettertem Blockbau-Obergeschoss, Flachsatteldach und Eselsbretten, um 1830/45. Anmerkung: Das Objekt ist im Bayerischen Denkmalatlas gelistet. In der Örtlichkeit ist das Objekt nicht mehr vorhanden | D-2-77-141-24 | BW   |
| Wimpersing Wimpersing 1 (Standort)    | Firstgedrehtes Stockhaus eines ehemaligen Vierseithofes | mit verschaltem Blockbau-Obergeschoss, im Kern 2. Hälfte 18. Jahrhundert. Anmerkung: Das Objekt ist im Bayerischen Denkmalatlas gelistet. An der Position des bezeichneten Gebäudes befindet sich eine Maschinenhalle                                         | D-2-77-141-1  | BW   |